# Dave - Presidente por um Dia
Dave (br/pt: Dave - Presidente por um dia) é um filme estadunidense de 1993, do gênero comédia, realizado por Ivan Reitman, escrito por Gary Ross, e estrelado por Kevin Kline e Sigourney Weaver. Frank Langella, Kevin Dunn, Ving Rhames, Charles Grodin e Ben Kingsley aparecem em papéis coadjuvantes.
A produtora Lauren Shuler Donner e o roteirista Gary Ross se conheceram desde que assumiram uma classe na Stella Adler Studio of Acting na década de 1970, e em 1988 Ross contou a Shuler Donner sua ideia para Dave. Ela aprovou, e depois que a ideia foi rejeitada pelo estúdio para o qual ela foi contratada, a Warner Bros. comprou o projeto. Ross escreveu o roteiro enquanto trabalhava na campanha presidencial de Michael Dukakis. A produção esperou três anos para que Shuler Donner fosse liberada de seu contrato e que o diretor Ivan Reitman ficasse disponível.
De acordo com Reitman, a Warner Bros. queria que uma estrela de bilheteria retratasse o papel principal e que um executivo até sugeriu que Arnold Schwarzenegger fizesse o papel. Ambos Warren Beatty e Kevin Costner também foram considerados para o papel. Na verdade, foi Beatty quem trouxe Dave à atenção de Reitman. Kevin Kline quase recusou o papel porque achava que ele estaria interpretando o mesmo personagem que ele interpretou em A Fish Called Wanda. No entanto, Kline foi contratado para interpretar o protagonista, como Reitman considerou que ele tinha "um olhar presidencial" e ser um ator "que era dramaticamente forte e era leve em seus pés", como Kline não só estaria fazendo um papel duplo, mas o filme foi uma comédia que tratava de assuntos muito sérios. Reitman então ligou para Sigourney Weaver, com quem ele havia trabalhado em Ghostbusters, para o papel de primeira-dama dos Estados Unidos. Ross estava presente para a produção, já que ele estava interessado em iniciar uma carreira de direção também. O set do Salão Oval do filme foi reutilizado mais de 25 vezes, para programas de televisão e filmes como The Pelican Brief, Hot Shots! Part Deux e Absolute Power.
Dave estreou em segundo lugar nas bilheterias, atrás de Dragon: The Bruce Lee Story. Mais tarde, saltou para o primeiro lugar, em seu segundo final de semana. No total, Dave arrecadou mais de US$ 63 milhões nas bilheterias domésticas, tornando-se um sucesso financeiro. Dave foi aclamado pela crítica e tem uma classificação de 95% com base em 55 avaliações coletadas no Rotten Tomatoes. O consenso no site afirma: "A refrescante comédia política de Ivan Reitman se beneficia de um roteiro discreto e charmoso e de uma apresentação animada de Kevin Kline". Roger Ebert, do Chicago Sun-Times, deu ao filme três estrelas e meia de quatro. Ebert elogiou a atuação do filme e escreveu: "Dave pega o enredo antigo sobre uma pessoa comum que é repentinamente colocada em uma posição de poder e encontra uma nova maneira de contá-lo. [...] Quando ouvi pela primeira vez essa história, Eu imaginei que Dave seria completamente previsível, eu estava errado. O filme é mais uma prova de que não é o que você faz, é como você faz: a direção de Ivan Reitman e o roteiro de Gary Ross usam inteligência e sentimento caloroso para fazer Dave em um maravilhoso entretenimento alegre. [...] Tanto Kline quanto Weaver são bons em interpretar personagens de considerável inteligência, e esse é o caso aqui. O filme pode ser construído em variações sutis do Idiot Plot (em que os personagens habilmente evitam tropeçar em conclusões óbvias), mas eles trazem qualidades tão especiais para seus personagens que quase acreditamos neles".

## Sinopse
Dave Kovic é um homem simples com um óptimo coração, que trabalha numa agência de empregos e faz tudo pelos seus clientes. Mas a sua vida sofre uma mudança brusca, pois Dave é um sósia praticamente perfeito de Bill Mitchell, o presidente dos Estados Unidos, e os serviços secretos pediram a Dave que faça uma rápida aparição pública enquanto o presidente resolve "importantes assuntos" com Randi, a sua secretária. Durante esta "reunião", Mitchell sofre um ataque cardíaco, que o deixa clinicamente morto.
Alan Reed, director de comunicações, avisa a imprensa que o presidente teve apenas um pequeno problema circulatório na cabeça e depressa estará recuperado. Entretanto, Bob Alexander, o chefe de gabinete, maquiavelicamente decidiu transformar a função de Dave de temporária em permanente, pois se contasse que o presidente está gravemente doente, Nance, o vice-presidente, assumiria o cargo.
O filme foi produzido por Warner Bros., Donner/Schuler-Donner Productions e Northern Lights Entertainment e distribuído por Warner Bros.
O argumento foi escrito por Gary Ross; a música é de James Newton Howard; a fotografia de Adam Greenberg; o desenho de produção de J. Michael Riva; a direcção de arte de David F. Klassen, o guarda-roupa de Richard Hornung e Ann Roth; a edição de Sheldon Kahn e os efeitos especiais de CIS Hollywood e EFilm.

## Elenco
- Kevin Kline como Dave Kovic/Presidente William (Bill) Harrison Mitchell
- Sigourney Weaver como Ellen Mitchell
- Frank Langella como Bob Alexander
- Kevin Dunn como Alan Reed
- Ving Rhames como Duane Stevensen
- Ben Kingsley como Vice Presidente/Presidente Gary Nance
- Charles Grodin como Murray Blum
- Faith Prince como Alice
- Laura Linney como Randi
- Tom Dugan como Jerry
- Stephen Root como Don Durenberger
- Ralph Manza como barbeiro da Casa Branca
- Bonnie Hunt como guia turística da Casa Branca
- Anna Deavere Smith como Sra. Travis
- Charles Hallahan como policial
- Stefan Gierasch como líder da maioria da casa

Geneviève Robert, também conhecida como Geneviève Deloir, e Jason Reitman que são filho e esposa do diretor Ivan Reitman aparecem como esposa e filho do vice presidente.

### Cameos
Políticos
- Senador Christopher Dodd
- Senador Tom Harkin
- Senador Howard Metzenbaum
- Juiz Abner J. Mikva
- Presidente da Câmara Tip O'Neill
- Senador Paul Simon
- Senador Alan K. Simpson

Personalidades da mídia
- Fred Barnes
- Eleanor Clift
- Bernard Kalb
- Larry King
- Michael Kinsley
- Morton Kondracke
- Jay Leno
- Frank Mankiewicz
- Chris Matthews
- John McLaughlin
- Robert D. Novak
- Richard Reeves
- Arnold Schwarzenegger
- Ben Stein
- Oliver Stone
- Kathleen Sullivan
- Jeff Tackett
- Helen Thomas
- Nina Totenberg
- Sander Vanocur
- John Yang

## Prémios e nomeações
Ross foi indicado ao Oscar 1994 por seu roteiro original. O desempenho de Kline foi indicado para melhor actor em comédia ou musical e de melhor filme de comédia ou musical. Charles Grodin recebeu o American Comedy Awards em 1994 de ator coadjuvante e Kline para melhor ator na mesma premiação.
O então presidente Bill Clinton aprovou o filme e deu a Ross um roteiro emoldurado, que Clinton havia autografado, escrevendo que era "um gracejo engraçado, muitas vezes preciso, da política". Clinton também deu a Ross uma foto de si mesmo segurando uma caneca de Dave.
Reconhecimento do American Film Institute:
- Lista das melhores comédias estadunidenses segundo o American Film Institute - Nomeado[15]

### Musical
Um musical baseado no filme estreou no Arena Stage, em Washington, D.C., em julho de 2018. O livro foi escrito por Thomas Meehan e Nell Benjamin, com música de Tom Kitt. A produção é dirigida por Tina Landau e é estrelada por Drew Gehling como Dave e Douglas Sills como Chefe do Estado-Maior Bob Alexander.